# 莫伊谢耶夫环形山
莫伊谢耶夫环形山（Moiseev）是月球背面赤道区一座年轻的大撞击坑，约形成于32-11亿年前的爱拉托逊纪，其名称取自前苏联专门从事天体力学研究的天文学家尼古拉·德米特里耶维奇·莫伊谢耶夫(Nikolai Dmitrievich Moiseev，1902年-1955年)，1970年被国际天文学联合会批准接受。

## 描述

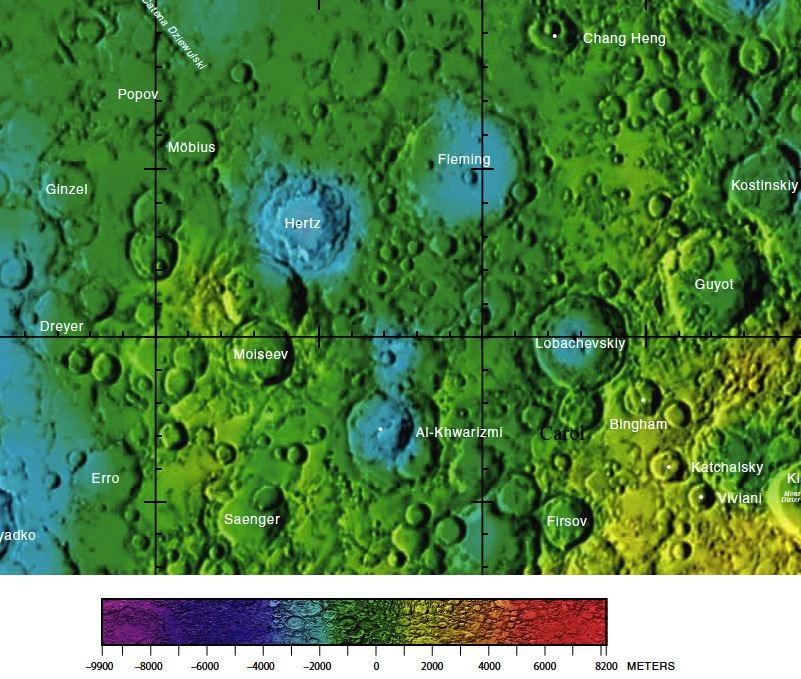
莫伊谢耶夫环形山的周边，月球背面区域详图。

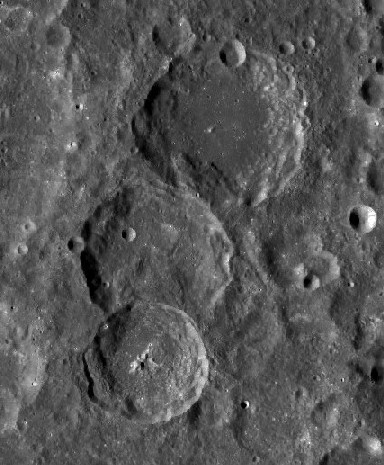
月球勘测轨道飞行器拍摄，从上至下分别为赫兹环形山、卫星坑"莫伊谢耶夫 Z"和莫伊谢耶夫环形山。

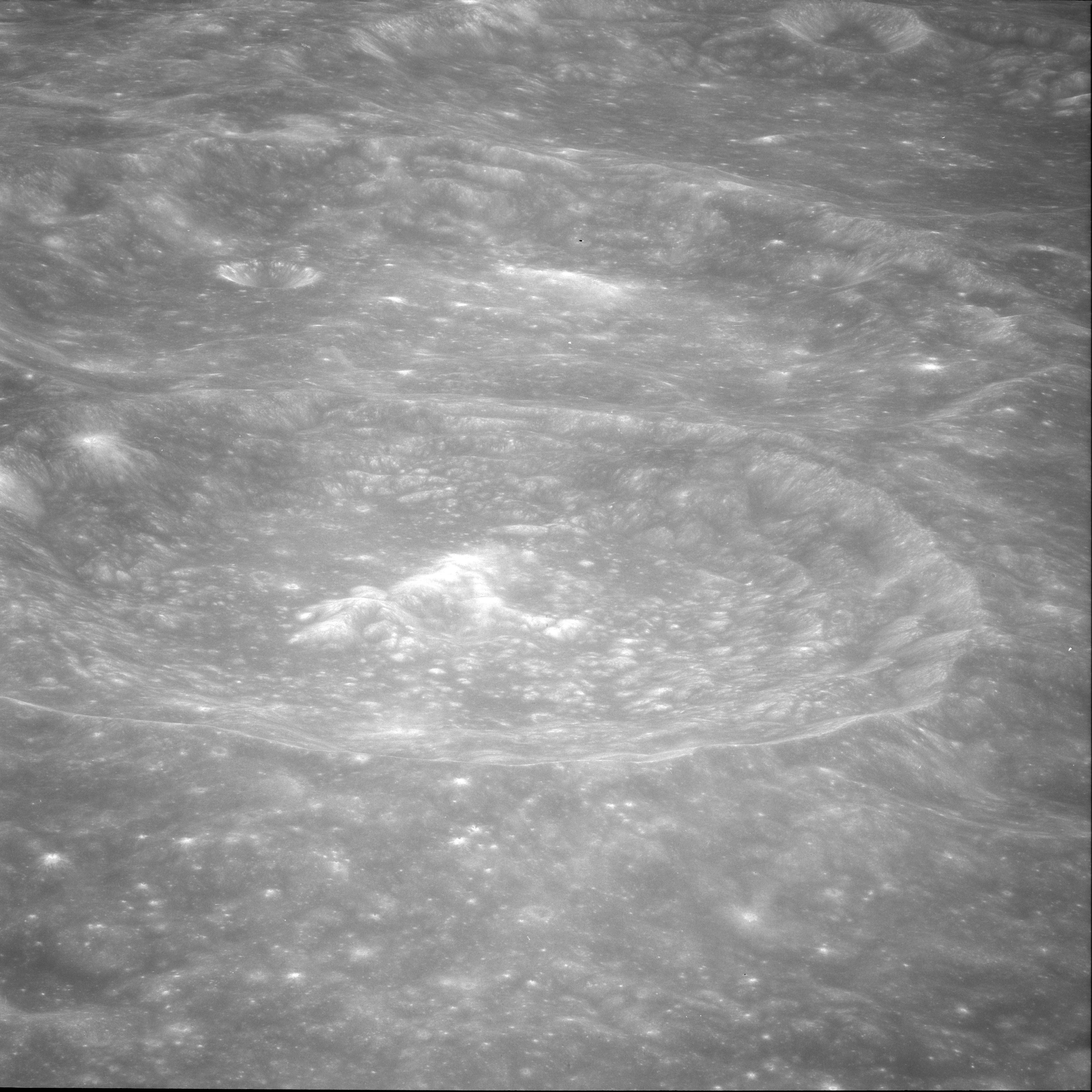
莫伊谢耶夫环形山(居中)和卫星坑"莫伊谢耶夫 Z"(后面)，阿波罗11号拍摄。

该陨坑西侧靠近德雷耳环形山、北面坐落了赫兹环形山、花拉子密环形山位于它的东南、南面和西南分别横亘了略大的森格尔环形山和埃罗环形山，莫伊谢耶夫环形山往西则是界海。该陨坑中心月面坐标为9°26′N 103°16′E / 9.44°N 103.26°E，直径61.56公里，深度约2.72公里。
莫伊谢耶夫环形山坐落在更大的卫星坑"莫伊谢耶夫 Z"的南侧坑壁上，外观大体圆形，几乎未受到侵蚀和磨损，坑壁边缘较为清晰完整。陨坑西南偏西侧内坡比其它部分更宽阔，沿东侧内壁可看到分布有一些阶地状结构，而西侧内壁则显示有多处崩塌的痕迹。该环形山坑壁最大高出周边地形1200米，内部容积约有2900公里3。坑内地表较为崎岖，但西北部可能因熔岩的填塞而相对平缓，在坑底中心处坐落有一群低矮的小山丘。
在1970年被国际天文学联合会命名前，该环形山曾被称作"第198号陨石坑"，而卫星坑"莫伊谢耶夫 Z"则被称为"第197号陨石坑"。

## 卫星陨石坑
按惯例，最靠近莫伊谢耶夫环形山的卫星坑在月图上将在其中心点旁放置一字母来标注它们。

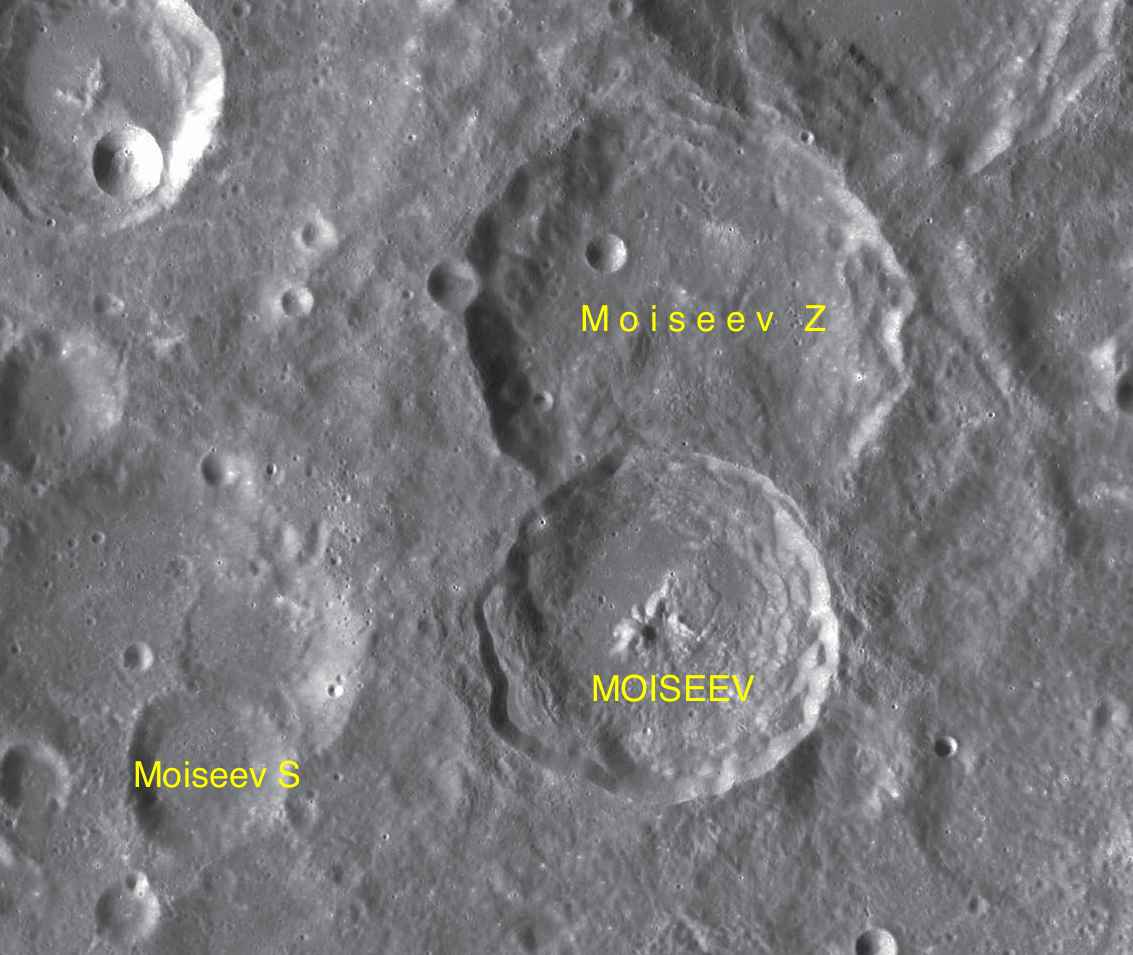
LAC-64 区域图

| 莫伊谢耶夫 | 纬度    | 经度     | 直径    |
| ---------- | ------- | -------- | ------- |
| S          | 8.7° N  | 100.7° E | 29 公里 |
| Z          | 11.2° N | 103.4° E | 80 公里 |

- 卫星坑"莫伊谢耶夫 Z"约形成于酒海纪[1]。

## 另请参阅
- Andersson, L. E.; Whitaker, E. A. . NASA RP-1097. 1982.
- Blue, Jennifer. . USGS. July 25, 2007  [2007-08-05]. （原始内容存档于2018-12-25）.
- Bussey, B.; Spudis, P. . New York: Cambridge University Press. 2004. ISBN 978-0-521-81528-4.
- Cocks, Elijah E.; Cocks, Josiah C. . Tudor Publishers. 1995. ISBN 978-0-936389-27-1.
- McDowell, Jonathan. . Jonathan's Space Report. July 15, 2007  [2007-10-24]. （原始内容存档于2018-12-25）.
- Menzel, D. H.; Minnaert, M.; Levin, B.; Dollfus, A.; Bell, B. . Space Science Reviews. 1971, 12 (2): 136–186. Bibcode:1971SSRv...12..136M. doi:10.1007/BF00171763.
- Moore, Patrick. . Sterling Publishing Co. 2001. ISBN 978-0-304-35469-6.
- Price, Fred W. . Cambridge University Press. 1988. ISBN 978-0-521-33500-3.
- Rükl, Antonín. . Kalmbach Books. 1990. ISBN 978-0-913135-17-4.
- Webb, Rev. T. W.  6th revised. Dover. 1962. ISBN 978-0-486-20917-3.
- Whitaker, Ewen A. . Cambridge University Press. 1999. ISBN 978-0-521-62248-6.
- Wlasuk, Peter T. . Springer. 2000. ISBN 978-1-85233-193-1.